# Liste von Psychiatrien in Österreich
Die Liste von Psychiatrien in Österreich erfasst eine Auswahl ehemaliger und aktueller psychiatrischer Fachkliniken in Österreich. Sie sind Teil der gesundheitlichen Versorgung. In Österreich werden jährlich unter anderem rund 20.000 Menschen unfreiwillig psychiatrisch untergebracht.

## Liste
Chronologisch nach Gründung.
| Name | Ort                  | Gründung                                                                      | Bemerkungen | Bild |
| --- | -------------------- | ----------------------------------------------------------------------------- | --- | ---- |
| Narrenturm | Wien                 | 1784                                                                          | Bis 1866 genutzt, heute Pathologisch-anatomisches Bundesmuseum auf dem Campus der Universität Wien. |      |
| Therapiezentrum Ybbs – Psychiatrisches Krankenhaus                                                                     | Ybbs an der Donau    | 1817                                                                          | |      |
| Psychiatrisches Krankenhaus Hall, heute Teil des Landeskrankenhauses Hall                                              | Hall in Tirol        | 1830                                                                          | |      |
| Niederösterreichische Landesirrenanstalt am Brünnlfeld                                                                 | Wien-Alsergrund      | 1853                                                                          | Eröffnet als „K.K. Irrenheilanstalt“, geschlossen 1907. |      |
| Landeskrankenhaus Rankweil                                                                                             | Rankweil             | 1858                                                                          | Zusammenarbeit mit dem Krankenhaus Maria Ebene in Frastanz. |      |
| Neuromed Campus | Linz                 | 1867                                                                          | Bezeichnung bis 1970 „Oberösterreichische Landes-Heil- und Pflegeanstalt Niedernhart“, dann „Wagner-Jauregg-Krankenhaus“, ab 1994 „Landes-Nervenklinik Wagner-Jauregg“, ab 2016 „Neuromed Campus“ |      |
| LKH Graz II Standort Süd                                                                                               | Graz                 | 1872                                                                          | Eröffnet als „Landesirrenanstalt für die Steiermark“. 1999 Umbenennung auf „Landesnervenklinik Sigmund Freud (LSF)“, dann 2015 Zusammenlegung mit dem LKH Graz-West zum LKH Graz Süd-West. Das ehemalige LSF ist Standort Süd. 2019 Fusion des Verbundes mit dem LKH Hörgas-Enzenbach zum LKH Graz II. |      |
| Abteilung für Psychiatrie und Psychotherapie im Klinikum Klagenfurt                                                    | Klagenfurt           | 1877                                                                          | Eröffnet als „Landes-Irrenanstalt“ Klagenfurt (Teil des Landes-Krankenhauses Klagenfurt) |      |
| Niederösterreichische Landesnervenklinik Gugging                                                                       | Maria Gugging        | 1885                                                                          | 2007 aufgelöst. |      |
| Christian-Doppler-Klinik                                                                                               | Salzburg             | 1898                                                                          | Eröffnet als „Salzburger Heilanstalt für Gemüts- und Nervenkranke“ |      |
| Landesklinikum Mauer                                                                                                   | Mauer bei Amstetten  | 1902                                                                          | Zuvor auch „Heil- und Pflegeanstalt Mauer-Öhling“ genannt. |      |
| Psychiatrisches Zentrum in der Klinik Penzing                                                                          | Wien                 | 1907                                                                          | Errichtet als „Niederösterreichische Landes-Heil- und Pflegeanstalt für Nerven- und Geisteskranke Am Steinhof“. Nach mehreren Änderungen des Namens (zuletzt: „Psychiatrisches Krankenhaus Baumgartner Höhe“) ging die Einrichtung im 2000 geschaffenen „Sozialmedizinischen Zentrum Baumgartner Höhe Otto-Wagner-Spital und Pflegezentrum“ auf. 2014 wurde begonnen den medizinische Betrieb abzusiedeln. 2020 wurde der Name schließlich auf „Klinik Penzing“ geändert. |      |
| Psychiatrische Abteilung in der Landesklinik Sankt Veit im Pongau                                                      | Sankt Veit im Pongau | 1953                                                                          | Psychiatrische Station und psychiatrische Rehabilitation |      |
| Univ. Klinik für Psychiatrie und Psychotherapie am AKH Wien                                                            | Wien                 | 1974                                                                          | Gründungsjahr der Station am neuen AKH |      |
| Neuropsychiatrische Abteilung für Kinder und Jugendliche mit Behindertenzentrum des Neurologischen Zentrums Rosenhügel | Wien                 | 1975                                                                          | 2006 mit dem Krankenhaus Lainz zum Krankenhaus Hietzing vereinigt |      |
| Kinder- und Jugendpsychiatrie sowie zwei Allgemeinpsychiatrische Abteilungen im Krankenhaus Hietzing                   | Wien                 | 1975: Kinder- und Jugendpsychiatrie 2018: Allgemeinpsychiatrische Abteilungen | Die Kinder- und Jugendpsychiatrie ging aus der Neuropsychiatrischen Abteilung für Kinder und Jugendliche mit Behindertenzentrum des Neurologischen Zentrums Rosenhügel hervor; bei den allgemeinpsychiatrischen Abteilungen handelt es sich um die ehemalige 2. und 6. Psychiatrische Abteilung der Klinik Penzing. |      |
| Psychiatrische Abteilung in der Klinik Favoriten                                                                       | Wien                 | 1986                                                                          | |      |
| Psychiatrische Abteilungen in der Klinik Donaustadt                                                                    | Wien                 | 1996                                                                          | |      |
| Abteilung für psychische Gesundheit in der Reha Oberndorf                                                              | Salzburg             | 2011                                                                          | Das Gesundheitszentrum Oberndorf bietet seit 2011 psychiatrische Rehabilitation an. |      |
| Allgemein psychiatrische Abteilung in der Klinik Landstraße                                                            | Wien                 | 2015 (ca.)                                                                    | ehemals 5. Psychiatrische Abteilung der Klinik Penzing |      |
| Abteilung für Psychiatrie in der Klinik Floridsdorf                                                                    | Wien                 | Juni 2019                                                                     | ehemals 4. Psychiatrische Abteilung der Klinik Penzing |      |
| Abteilung für Psychiatrie und Psychotherapeutische Medizin im LKH-Universitätsklinikum Graz                            | Graz                 | 1882                                                                          | Die Abteilung für Kinder- und Jugendpsychiatrie und Psychotherapeutische Medizin befindet sich am LKH Graz II Standort Süd |      |